# دوبرین
دوبرین (به چکی: Dobříň) یک منطقهٔ مسکونی در جمهوری چک است که در ناحیه لیتومیریتسه واقع شده‌است. دوبرین ۶٫۰۵ کیلومتر مربع مساحت و ۵۱۱ نفر جمعیت دارد و ۱۵۵ متر بالاتر از سطح دریا واقع شده‌است.